# Изотермо-изобарический ансамбль
Изотермо-изобарический ансамбль — статистический ансамбль, отвечающий физической системе, в которой поддерживается постоянное внешнее давление {\displaystyle p}, а также обменивающейся энергией с термостатом и находящейся с ним в тепловом равновесии. При этом число частиц {\displaystyle N} в системе считается постоянным, а объём {\displaystyle V} может флуктуировать.
Будем в дальнейшем дополнительно отмечать величины, зависящие от микросостояния системы, значком "{\displaystyle {\hat {}}}" : {\displaystyle {\hat {V}},{\hat {H}}}.

## Функция распределения
Для нахождения равновесной функции распределения {\displaystyle {\hat {\rho }}_{\hat {V}}} будем использовать общий вариационный принцип: в состоянии равновесия {\displaystyle {\hat {\rho }}_{\hat {V}}} должна иметь вид, обеспечивающий максимум информационной энтропии при условии заданного типа контакта с окружающей средой. В применении к изотермо-изобарическому ансамблю это означает, что нужно искать {\displaystyle {\hat {\rho }}_{\hat {V}}} со следующими свойствами:
1. {\displaystyle {\hat {\rho }}_{\hat {V}}} — экстремаль энтропийного функционала[1]

{\displaystyle S[{\hat {\rho }}_{\hat {V}}]=-\langle \ln {{\hat {\rho }}_{\hat {V}}}\rangle =-\int \,d{\hat {V}}\int '\,d\Gamma _{\hat {V}}\,{\hat {\rho }}_{\hat {V}}\ln {{\hat {\rho }}_{\hat {V}}}}
Здесь и далее индексом {\displaystyle {\hat {V}}} обозначается зависимость от объёма системы.
1. Условие нормировки:

{\displaystyle \langle 1\rangle =\int \,d{\hat {V}}\,\int '\,d\Gamma _{\hat {V}}\,{\hat {\rho }}_{\hat {V}}=1}
1. Условие на среднее значение энергии:

{\displaystyle E=\langle {\hat {H}}_{\hat {V}}\rangle }
1. Условие на среднее значение объёма системы:

{\displaystyle V=\langle {\hat {V}}\rangle }
Это задача на поиск условного экстремума функционала {\displaystyle S[{\hat {\rho }}_{\hat {V}}]}. Перейдём методом неопределённых множителей Лагранжа к задаче на безусловный эктремум функционала {\displaystyle {\widetilde {S}}[{\hat {\rho }}_{\hat {V}}]} :
{\displaystyle {\widetilde {S}}=S+\alpha _{1}\int \,d{\hat {V}}\int '\,d\Gamma _{\hat {V}}{\hat {\rho }}_{\hat {V}}+\alpha _{2}\int \,d{\hat {V}}\int '\,d\Gamma _{\hat {V}}{\hat {H}}_{\hat {V}}{\hat {\rho }}_{\hat {V}}+\alpha _{1}\int \,d{\hat {V}}\int '\,d\Gamma _{\hat {V}}{\hat {V}}{\hat {\rho }}_{\hat {V}}}
Его вариация:
{\displaystyle \delta {\widetilde {S}}=\int \,d{\hat {V}}\int '\,d\Gamma _{\hat {V}}\delta {\hat {\rho }}_{\hat {V}}\left[\alpha _{1}+\alpha _{2}{\hat {H}}_{\hat {V}}+\alpha _{3}{\hat {V}}-\ln {{\hat {\rho }}_{\hat {V}}}-1\right]}
Это равенство должно быть выполнено для любой вариации {\displaystyle \delta {\hat {\rho }}_{\hat {V}}}, значит,
{\displaystyle \alpha _{1}+\alpha _{2}{\hat {H}}_{\hat {V}}+\alpha _{3}{\hat {V}}-\ln {{\hat {\rho }}_{\hat {V}}}-1=0}
Отсюда находим
{\displaystyle {\hat {\rho }}_{\hat {V}}=\exp {\left(\alpha _{1}-1+\alpha _{2}{\hat {H}}_{\hat {V}}+\alpha _{3}{\hat {V}}\right)}}
Коэффициенты {\displaystyle \alpha _{1},\alpha _{2},\alpha _{3}} находятся соответственно из условий на нормировку, энергию и объём системы. Их значения:
{\displaystyle e^{\alpha _{1}-1}={\frac {1}{Q}};\quad \alpha _{2}={\frac {-1}{T}};\quad \alpha _{3}={\frac {-p}{T}}}
Здесь {\displaystyle Q} — статсумма в изотермо-изобарическом ансамбле:
{\displaystyle Q(T,p,N)=\int \,d{\hat {V}}\int '\,d\Gamma _{\hat {V}}\exp {\left(-{\frac {{\hat {H}}_{\hat {V}}+p{\hat {V}}}{T}}\right)}}
Главным термодинамическим потенциалом в данном ансамбле является потенциал Гиббса:
{\displaystyle G=-T\ln {Q(T,p,N)}}